# 崔儦
崔儦（530年代—600年代），字岐叔，清河郡东武城县（今河北省衡水市故城县）人，出自清河崔氏的清河大房，北齐、北周、隋朝官员。

## 生平
崔儦的祖父崔休是北魏青州刺史，父亲崔仲文是北齐高阳郡太守，世代为显著族姓。崔儦虚岁十六时，清河郡太守请他担任功曹，崔儦不就任。崔儦年轻时与范阳卢思道、陇西辛德源志同道合互相友好，经常把读书当做本职工作，依仗自己的才华和门第，轻视世人。崔儦曾在自家的门上题写大字：“没读过五千卷书的人，不能进入这个屋子。”几年之间，崔儦就博览群书，广泛涉猎。崔儦懂得写文章，在北齐被举荐为秀才，任员外散骑侍郎，升任殿中侍御史。不久崔儦与熊安生、马敬德等人讨论五礼，同时修订法令。不久崔儦兼任散骑侍郎，出使南陈。北齐武平三年（572年），祖珽上奏后主高纬立文林馆，崔儦当时任太傅行参军，被选入文林馆等待诏命、撰写书籍，后历任殿中、膳部、员外三曹郎中。崔儦和顿丘李若都在当时被人们称许看重，当时的人说：“京师熠熠生辉的人物，是崔儦、李若。”李若经常对自己的儿子说：“卢思道和崔儦幽深端庄，是我尊重的人，你要以他们为师。”卢思道曾经与崔儦喝酒后互相调侃，崔儦说：“卢偃和卢邈没有名声。”卢思道讥讽崔儦说：“你高祖崔灵和与曾祖崔宗伯官位低下。”北齐灭亡后，崔儦回到故乡，在清河郡担任功曹，冀州补授崔儦为主簿。
开皇四年（584年），崔儦被征召担任给事郎，不久兼任内史舍人。开皇七年四月甲戌（587年6月11日），崔儦兼任通直散骑侍郎，与兼任散骑常侍杨同一起出使南陈，返回后被授任员外散骑侍郎。越国公杨素当时地位尊贵受到宠信，杨素看重崔儦的门第，为儿子杨玄纵娶崔儦女儿为妻，聘礼非常丰厚。开始迎接新娘的时候，公卿满座，杨素命令人用令马匹去迎接崔儦，崔儦故意穿戴破烂的衣帽，骑着毛驴前来。杨素推让崔儦坐上座，崔儦有轻视杨素的神色，礼节非常傲慢，言语又不恭顺。杨素愤怒的拂衣而起，竟然离开座位。几天后，崔儦才来道歉，杨素如当初一样对待他。隋文帝杨坚下诏授任崔儦易州刺史，有人说崔儦不适合，于是追回不授，崔儦对人说：“易州刺史何必胜过道义。”仁寿年间，崔儦在京城去世，虚岁七十二。

## 其他
有一次，崔儦对魏彦渊说：“我不擅长书法，写不好这个‘儦’字。”魏彦渊说：“正应当拉长单人旁的脚，斜飘鹿尾四点就可以写好这个‘儦’字了。”
有一次卫尉卿京兆杜台卿与中兵参军清河崔儦玩握塑，双方说好投掷十子只赌一只野鸡。卢思道在一旁说：“遮住成都，只需一只野鸡！”崔儦有一次和卢思道说：“昨夜雷声特别大，可是我睡着一点也不知道。”卢思道戏谑地说：“这样大的雷声，也没有使你这个冬眠的虫豸苏醒！”

## 家族

### 父母
- 崔仲文，北齐散骑常侍、光禄大夫
- 河南元氏，北魏丞相、高阳王元雍第二女[10][11]

### 兄弟姐妹
- 崔偃，北齐太子洗马、尚书郎
- 崔曜华，嫁王松年[12]

### 子女
- 崔世济，唐朝太子洗马
- 崔载
- 崔虔
- 崔氏，嫁隋朝上仪同、虎贲郎将、淮南郡公杨玄纵
- 崔氏，嫁赵元楷[13]

## 延伸阅读
[在维基数据编辑]
 《隋書·卷76》，出自魏徵《隋书》